# Hobro Kirke
Hobro kirke ligger i Hobro Sogn der er et sogn i Hobro-Mariager Provsti (Århus Stift). Sognet ligger i Mariagerfjord Kommune; indtil Kommunalreformen i 1970 lå det i Onsild Herred (Randers Amt).
Den nuværende kirke blev indviet den 31. oktober 1852. Den er tegnet af daværende bygningsinspektør for Jylland, Michael Gottlieb Bindesbøll (mest kendt for Thorvaldsens Museum). I 1846 var den oprindelige kvaderstenskirke ved at falde sammen, så den blev revet ned i 1848 for at give plads for den på mange måder utraditionelle nye kirke; bl.a. er tårnet i østenden (over koret), så det bedre ses fra byen.

## Ekstern henvisning
- Hobro Kirke hos KortTilKirken.dk

- Wikimedia Commons har flere filer relateret til Hobro Kirke